# Människor är som dansande stjärnor
Människor är som dansande stjärnor är en svensk dokumentärfilm från 2005 i regi av Maj Wechselmann. Filmen skildrar Israel och hur landets invånare formats av historien och hur deras gärningar i Palestina bestäms av det förflutna. Filmen premiärvisades på Göteborgs filmfestival 1 februari 2005 och hade biopremiär den 8 april samma år.